# 瓦卢瓦尔地区莫拉斯
瓦卢瓦尔地区莫拉斯（法語：Moras-en-Valloire，發音：[mɔʁas ɑ̃ valwaʁ]）是法国德龙省的一个市镇，属于瓦朗斯区。

## 地理
瓦卢瓦尔地区莫拉斯（45°17'25"N, 4°59'36"E）面积8.58 平方千米，位于法国奥弗涅-罗讷-阿尔卑斯大区德龙省，该省份为法国东南部内陆省份，北起顺时针与伊泽尔省、上阿尔卑斯省、上普罗旺斯阿尔卑斯省、沃克吕兹省和阿尔代什省接壤。
与瓦卢瓦尔地区莫拉斯接壤的市镇（或旧市镇、城区）包括：欧特里沃、朗斯莱斯唐、芒特、瓦卢瓦尔地区圣索尔兰。
瓦卢瓦尔地区莫拉斯的时区为UTC+01:00、UTC+02:00（夏令时）。

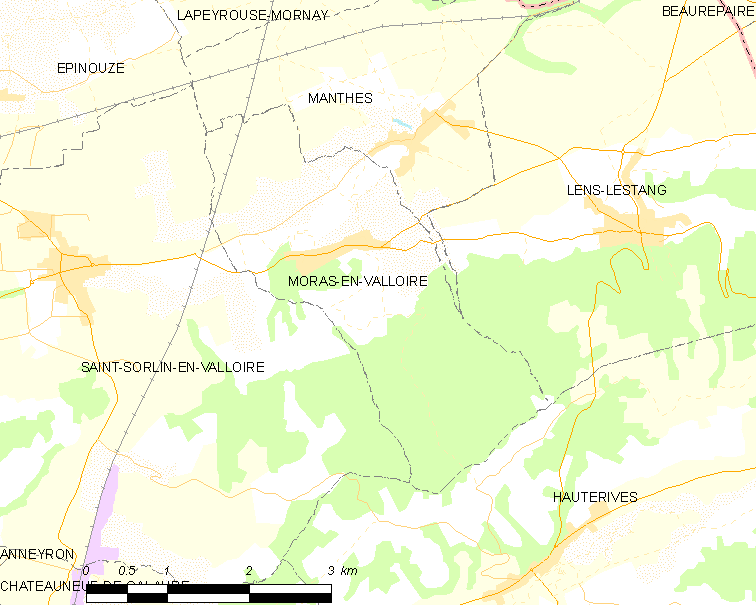
瓦卢瓦尔地区莫拉斯的OSM定位图

## 行政
瓦卢瓦尔地区莫拉斯的邮政编码为26210，INSEE市镇编码为26213。

## 政治
瓦卢瓦尔地区莫拉斯所属的省级选区为丘陵德龙县。

## 人口

1962-2008年间瓦卢瓦尔地区莫拉斯人口变化图示

瓦卢瓦尔地区莫拉斯于2022年1月1日时的人口数量为685人。